# Seven Steps to Heaven
Seven Steps to Heaven je studiové album amerického jazzového trumpetisty Milese Davise. Jeho nahrávání probíhalo v dubnu 1963 v Columbia Studios v Los Angeles a v květnu stejného roku v 30th Street Studios v New Yorku. Album pak vyšlo v říjnu 1963 u vydavatelství Columbia Records. Jeho producentem byl Teo Macero.

## Seznam skladeb
| Pořadí         | Název                           | Autor                               | Délka |
| -------------- | ------------------------------- | ----------------------------------- | ----- |
| 1.             | Basin Street Blues              | Spencer Williams                    | 10:29 |
| 2.             | Seven Steps to Heaven           | Victor Feldman, Miles Davis         | 6:26  |
| 3.             | I Fall in Love Too Easily       | Sammy Cahn, Jule Styne              | 6:46  |
| 4.             | So Near, So Far                 | Tony Crombie, Benny Green           | 6:59  |
| 5.             | Baby Won't You Please Come Home | Clarence Williams, Charles Warfield | 8:28  |
| 6.             | Joshua                          | Victor Feldman                      | 7:00  |
| Celková délka: | Celková délka:                  | Celková délka:                      | 46:08 |

## Obsazení
- Miles Davis – trubka
- George Coleman – tenorsaxofon
- Victor Feldman – klavír
- Herbie Hancock – klavír
- Ron Carter – kontrabas
- Frank Butler – bicí
- Tony Williams – bicí